# تبخیر و تعرق پتانسیل
تبخیر و تعرق بالقوه (PET) یا تبخیر بالقوه (PE) مقدار آبی است که در صورت وجود آب کافی، توسط یک محصول، خاک یا اکوسیستم خاص تبخیر و تعرق می‌شود. این بازتابی از انرژی موجود برای تبخیر یا تعرق آب و همچنین باد موجود برای انتقال بخار آب از زمین به جو پایین‌تر و دور از محل اولیه است. تبخیر و تعرق پتانسیل بر حسب عمق آب یا درصد رطوبت خاک بیان می‌شود.
اگر تبخیر و تعرق واقعی نتیجه خالص تقاضای جوی برای رطوبت از یک سطح و توانایی سطح در تأمین رطوبت در نظر گرفته شود، آنگاه PET معیاری از سمت تقاضا (که تقاضای تبخیری نیز نامیده می‌شود) است. دمای سطح و هوا، تابش خورشید و باد، همگی بر این امر تأثیر می‌گذارند. سرزمین خشک جایی است که تبخیر بالقوه سالانه از بارندگی سالانه بیشتر است.
اغلب مقداری برای تبخیر و تعرق بالقوه در یک ایستگاه آب و هوایی نزدیک روی یک سطح مرجع، که معمولاً روی زمینی با علف‌های کوتاه است، محاسبه می‌شود (هرچند این مقدار ممکن است از ایستگاهی به ایستگاه دیگر متفاوت باشد). این مقدار، تبخیر و تعرق مرجع (ET0) نامیده می‌شود. گفته می‌شود که تبخیر و تعرق واقعی در شرایطی که آب کافی وجود دارد، برابر با تبخیر و تعرق بالقوه است. تبخیر و تعرق هرگز نمی‌تواند بیشتر از تبخیر و تعرق بالقوه باشد، اما اگر آب کافی برای تبخیر وجود نداشته باشد یا گیاهان قادر به تعرق کامل و آسان نباشند، می‌تواند کمتر باشد. برخی ایالت‌های آمریکا از یک محصول مرجع یونجه با پوشش کامل استفاده می‌کنند که ۰٫۵ متر (۱٫۶ فوت) در ارتفاع، به جای مرجع عمومی چمن کوتاه سبز، به دلیل مقدار بالاتر ET از مرجع یونجه.
تبخیر و تعرق بالقوه در تابستان، در روزهای صاف‌تر و کم‌ابرتر و نزدیک‌تر به خط استوا، به دلیل سطوح بالاتر تابش خورشیدی که انرژی (گرما) لازم برای تبخیر را فراهم می‌کند، بیشتر است. تبخیر و تعرق بالقوه در روزهای بادی نیز بیشتر است زیرا رطوبت تبخیر شده می‌تواند قبل از رسوب به سرعت از زمین یا سطح گیاه جابجا شود و تبخیر بیشتری جای آن را پر کند.

## اندازه‌گیری‌ها

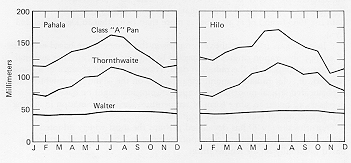
تبخیر و تعرق پتانسیل تخمینی ماهانه و تبخیر از تشت اندازه‌گیری شده برای دو مکان در هاوایی، هیلو و پاهالا

تبخیر و تعرق پتانسیل معمولاً به‌طور غیرمستقیم و از سایر عوامل اقلیمی اندازه‌گیری می‌شود، اما به نوع سطح، مانند آب‌های آزاد (برای دریاچه‌ها و اقیانوس‌ها)، نوع خاک برای خاک لخت و همچنین تراکم و تنوع پوشش گیاهی نیز بستگی دارد. اغلب مقداری برای تبخیر و تعرق بالقوه در یک ایستگاه هواشناسی نزدیک روی یک سطح مرجع، که معمولاً روی چمن کوتاه است، محاسبه می‌شود. این مقدار، تبخیر و تعرق مرجع نامیده می‌شود و می‌توان آن را با ضرب کردن در ضریب سطح به تبخیر و تعرق پتانسیل تبدیل کرد. در کشاورزی، به این ضریب، ضریب گیاهی می‌گویند. اختلاف بین تبخیر و تعرق پتانسیل و بارندگی واقعی در برنامه‌ریزی آبیاری مورد استفاده قرار می‌گیرد.
میانگین تبخیر و تعرق پتانسیل سالانه اغلب با میانگین بارندگی سالانه مقایسه می‌شود که نماد آن P است. نسبت این دو، P / PET، شاخص خشکی است. اقلیم نیمه‌گرمسیری مرطوب، منطقه‌ای از آب و هوا با تابستان‌های گرم و مرطوب و زمستان‌های سرد تا معتدل است. مناطق زیرقطبی، بین عرض جغرافیایی ۵۰ درجه شمالی و ۷۰ درجه شمالی، بسته به آب و هوای محلی، تابستان‌های کوتاه و معتدل و زمستان‌های بسیار سردی دارند. میزان بارندگی و تبخیر و تعرق کم است (در مقایسه با گونه‌های گرم‌تر) و پوشش گیاهی آن مشخصه جنگل‌های مخروطی/تایگا است.

## تخمین تبخیر بالقوه

### معادله تورنت‌ویت (۱۹۴۸)
{\displaystyle PET=16\left({\frac {L}{12}}\right)\left({\frac {N}{30}}\right)\left({\frac {10T_{d}}{I}}\right)^{\alpha }}
کجا
{\displaystyle PET} تبخیر و تعرق پتانسیل تخمینی (میلی‌متر در ماه)
{\displaystyle T_{d}} میانگین دمای روزانه (درجه سانتیگراد) است؛ اگر منفی است، از {\displaystyle 0}) از ماه مورد محاسبه
{\displaystyle N} تعداد روزهای ماه مورد محاسبه است
{\displaystyle L} میانگین طول روز (ساعت) ماه مورد محاسبه است
{\displaystyle \alpha =(6.75\times 10^{-7})I^{3}-(7.71\times 10^{-5})I^{2}+(1.792\times 10^{-2})I+0.49239}
{\displaystyle I=\sum _{i=1}^{12}\left({\frac {T_{m_{i}}}{5}}\right)^{1.514}} یک شاخص گرما است که به میانگین دمای ۱۲ ماه بستگی دارد {\displaystyle T_{m_{i}}} .
اشکال تا حدودی اصلاح‌شدهٔ این معادله در انتشارات بعدی (۱۹۵۵ و ۱۹۵۷) توسط سی. دبلیو. تورنت‌ویت و ماتر ظاهر شد.

### معادله پنمن (۱۹۴۸)
معادله پنمن تبخیر (E) را از سطح آب‌های آزاد توصیف می‌کند و توسط هاوارد پنمن در سال ۱۹۴۸ توسعه داده شد. معادله پنمن برای پیش‌بینی E به میانگین دمای روزانه، سرعت باد، فشار هوا و تابش خورشیدی نیاز دارد. معادلات هیدرومتئورولوژیکی ساده‌تر همچنان در مواردی که به دست آوردن چنین داده‌هایی غیرعملی است، برای ارائه نتایج قابل مقایسه در زمینه‌های خاص، مانند آب و هوای مرطوب در مقابل آب و هوای خشک، مورد استفاده قرار می‌گیرند.

### معادله پنمن-مونتیث فائو ۵۶ (۱۹۹۸)
معادله پنمن-مونتیث، تخمین‌های تبخیر و تعرق (ET) مبتنی بر آب و هوا از مناطق دارای پوشش گیاهی را اصلاح می‌کند. این معادله سپس توسط فائو برای بازیابی تبخیر و تعرق پتانسیل ET 0 استخراج شد. از نظر تخمین‌ها، این مدل به‌طور گسترده به عنوان یکی از دقیق‌ترین مدل‌ها در نظر گرفته می‌شود.
{\displaystyle ET_{0}={\frac {0.408\Delta (R_{n}-G)+{\frac {900}{T}}\gamma u_{2}\delta e}{\Delta +\gamma (1+0.34u_{2})}}}
ET 0 = تبخیر و تعرق بالقوه، حجم آب تبخیر و تعرق شده (میلی‌متر) روز -۱)
Δ = نرخ تغییر رطوبت مخصوص اشباع با دمای هوا. (پا ک -۱)
Rn = تابش خالص (MJ m −2 day −1) ، منبع خارجی شار انرژی
G = شار حرارتی زمین (MJ m −2 day −1)، معمولاً معادل صفر در روز
T = دمای هوا در ارتفاع ۲ متری (K)
u2 = سرعت باد در ارتفاع ۲ متر (ms −1)
δ e = کمبود فشار بخار (kPa)
γ = ثابت روان سنجی (γ ≈ 66 Pa ک -۱)
توجه: ضرایب ۰٫۴۰۸ و ۹۰۰ بدون واحد نیستند، بلکه تبدیل مقادیر انرژی به عمق معادل آب را در نظر می‌گیرند: تابش [میلی‌متر در روز -۱] = ۰٫۴۰۸ تابش [MJ m -۲ day -۱].

### معادله پریستلی-تیلور
معادله پریستلی-تیلور به عنوان جایگزینی برای معادله پنمن-مونتیث توسعه داده شد تا وابستگی به مشاهدات را از بین ببرد. برای پریستلی-تیلور، فقط مشاهدات تابش (تابش) مورد نیاز است. این کار با حذف عبارات آیرودینامیکی از معادله پنمن-مونتیث و اضافه کردن یک ضریب ثابت تجربی به دست آمده انجام می‌شود، {\displaystyle \alpha } .
مفهوم اساسی مدل پریستلی-تیلور این است که یک توده هوا که بر فراز یک منطقه پوشیده از پوشش گیاهی با آب فراوان حرکت می‌کند، از آب اشباع می‌شود. در این شرایط، تبخیر و تعرق واقعی با نرخ تبخیر و تعرق پتانسیل پنمن مطابقت خواهد داشت. با این حال، مشاهدات نشان داد که تبخیر واقعی ۱٫۲۶ برابر بیشتر از تبخیر بالقوه است و بنابراین معادله تبخیر واقعی با در نظر گرفتن تبخیر و تعرق بالقوه و ضرب آن در … بدست آمد. {\displaystyle \alpha } . فرض در اینجا برای پوشش گیاهی با منبع آب فراوان است (یعنی گیاهان تنش رطوبتی کمی دارند). تخمین زده می‌شود مناطقی مانند مناطق خشک با تنش رطوبتی بالا، میزان بالاتری از … {\displaystyle \alpha } مقادیر.
این فرض که یک توده هوا بر روی سطحی پوشیده از پوشش گیاهی با آب اشباع فراوان حرکت می‌کند، بعدها مورد تردید قرار گرفته است. پایین‌ترین و آشفته‌ترین بخش جو، لایه مرزی جو، یک جعبه بسته نیست، بلکه دائماً هوای خشک را از ارتفاعات بالاتر جو به سمت سطح زمین می‌آورد. از آنجایی که آب به راحتی در یک فضای خشک تبخیر می‌شود، تبخیر و تعرق افزایش می‌یابد. این موضوع، بزرگتر بودن مقدار پارامتر پریستلی-تیلور از واحد را توضیح می‌دهد. {\displaystyle \alpha } . تعادل مناسب سیستم استخراج شده است و شامل ویژگی‌های فصل مشترک لایه مرزی جوی و جو آزاد پوشاننده است.